# Сент-Агрев (кантон)
Сент-Агре́в (фр. Saint-Agrève) — кантон во Франции, находится в регионе Рона — Альпы, департамент Ардеш. Входит в состав округа Турнон-сюр-Рон.
Код INSEE кантона — 0815. Всего в кантон Сент-Агрев входит 7 коммун, из них главной коммуной является Сент-Агрев.

## Коммуны кантона

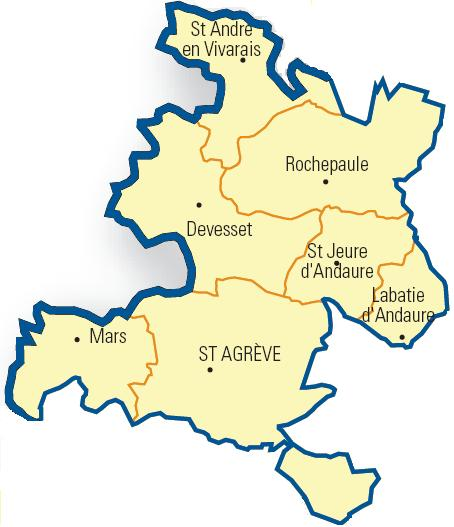
Карта кантона

| Коммуна              | Население, чел. (2006) | Почтовый индекс | Код INSEE |
| -------------------- | ---------------------- | --------------- | --------- |
| Девессе              | 271                    | 07320           | 07080     |
| Лабати-д’Андор       | 204                    | 07570           | 07114     |
| Марс                 | 216                    | 07320           | 07151     |
| Рошполь              | 341                    | 07320           | 07192     |
| Сен-Жёр-д’Андор      | 96                     | 07320           | 07249     |
| Сент-Агрев           | 2 688                  | 07320           | 07204     |
| Сент-Андре-ан-Виваре | 235                    | 07690           | 07212     |

## Население
Население кантона на 2006 год составляло 3 985 человек.
| 1962  | 1968  | 1975  | 1982  | 1990  | 1999  | 2006  | 2007 | 2008 |
| ----- | ----- | ----- | ----- | ----- | ----- | ----- | ---- | ---- |
| 4 451 | 4 955 | 4 576 | 4 355 | 4 124 | 4 051 | 3 985 | —    | —    |